# 羊儿客
羊儿客是指中国西南地区对一类骗子的称呼。

## 羊儿客
- 专做欺骗宰客的勾当，偶有媒子或托之意。
- 常见的羊儿客如下：
  - 带人乘车的。
  - 带人修电脑的。
  - 带人购物的。
  - 还有其它更多的情形。
- 羊儿客从中获利，有时只收钱不办事。